# Министерство на образованието и науката на България
Министерството на образованието и науката (МОН) е българска държавна институция с ранг на министерство, която управлява и упражнява надзора върху учебно-възпитателните, културните и просветните инстанции в страната. То е сред първите 6 български министерства, създадени на 5 юли 1879 г. (стар стил).
Централната администрация на министерството се намира в сграда на булевард „Княз Дондуков“ 2A в София.

## История

### Създаване
Създадено е с Указ № 1 от 5 юли 1879 г. на княз Александър I Батенберг под името Министерство на народното просвещение. За министър-председател на България и първи министър на народното просвещение е назначен Тодор Бурмов.
Управлява и упражнява надзора върху учебно-възпитателните, културните и просветните инстанции в страната. В началото се състои от два отдела: за първоначалните училища и за средните учебни заведения. Дейността си упражнява чрез преки органи – главни инспектори, директори, окръжни и околийски училищни инспектори, и непреки органи – училищни съвети и училищни настоятелства. Към централната администрация като съвещателни орани функционират Учебен съвет, Учебен комитет и др. Подведомствени са му СУ, Народната библиотека, Археологическият музей, Институт за слепи и глухонеми, Музикалното и Рисувалното училище, Народният театър и др. През 1908 г. структурата на министерството включва Отделение за средно и висше образование, Отделение за прогимназиите, Отделение за основното образование, Отделение за културните дела, Финансово отделение и главни инспектори.
През 1939 г. е реорганизирано и добива следния вид: Служба за инспекция на всички подведомствени институции; Бюро за общата регистрация и експедиция; Общи служби; Отдел за училищно образование и възпитание – с отделение за средните и висши училища, основни училища, детски градини и домове, институтите за слепи и глухонеми и др; Служба за частните училища; Отделение за културните учреждения и дейности със служби за театри, кина и музеи, читалища, литература; Отделение за телесно и гражданско възпитание. Тези структури се запазват до 9 септември 1944 г.

### Структурни промени
На 11 декември 1947 г. на основание член 17, т. 3, и на член 40 от Конституцията на Народна република България от 4 декември 1947 г. се преименува в Министерство на народната просвета (МНП). Съществува до 1 февруари 1957 г., когато се създава Министерство на просветата и културата (МПК), чрез сливането на културата и просветата в едно ведомство (с Указ № 59). От 25 май 1963 г. с Указ № 396 отново е разделено, на Министерство на народната просвета (МНП) и Комитет за култура и изкуство (ККИ).
На 19 август 1987 г. е закрито (с Указ № 2656) и на негово място е създадено Министерство на културата, науката и просветата (МКНП), което през същата година се преустройва в Националния съвет за образование, наука и култура и отново се преименува в Министерство на народната просвета (МНП, с Указ № 2556 от 20 ноември 1989 г.).
Две години по-късно, на основание чл. 84, т. 7 от Конституцията на Република България от 12 юли 1991 г., и чрез сливане на Министерството на просветата (МНП) и Комитета за наука и висше образование (КНВО) в едно ведомство, се създава Министерство на образованието и науката (МНО). През 1992 – 2013 г. то многократно променя името си: Министерство на образованието, науката и културата (1992 – 1993), заедно с Министерството на културата; Министерство на науката и образованието (1993 – 1995); Министерство на образованието, науката и технологиите (1995 – 1997); Министерство на образованието и науката (1997 – 2009); Министерство на образованието, младежта и науката (2009 – 2013); Министерство на образованието и науката (2013–понастоящем).

### Национално издателство Аз-буки
Национално издателство Аз-буки към министерството издава едноименен вестник и научни списания. Вестникът всяка седмица представя новини от сферата на образованието, като постижения на български училища и ученици в страната и зад граница, научни открития и инициативи. Списанията са индексирани и реферирани в световната наукометрична база Web of Science и предоставят актуални анализи и изследвания в девет предметни области.

## Структура
Към 12 септември 2015 г. министерството има следната структура.
- Инспекторат
- Финансов контрольор
- Вътрешен одит
- Сигурност на информацията
- Обща администрация
  - Дирекция „Канцелария и административно обслужване“
  - Дирекция „Човешки ресурси, връзки с обществеността и протокол“
  - Дирекция „Стопански и счетоводни дейности“
- Специализирана администрация
  - Дирекция „Формиране, анализ и оценка на политиките“
  - Дирекция „Достъп до образование и подкрепа на развитието“
  - Дирекция „Образователни програми и образователно съдържание“
  - Дирекция „Квалификация и кариерно развитие“
  - Дирекция "Организация, контрол и инспектиране“
  - Дирекция „Висше образование“
  - Дирекция „Наука“
  - Дирекция „Информационни и комуникационни технологии“
  - Дирекция „Държавна собственост и обществени поръчки“
  - Дирекция „Финанси“
  - Дирекция „Правна“
  - Дирекция „Международно и европейско сътрудничество“
  - Главна дирекция „Структурни фондове и международни образователни програми“

Министерството е собственик на печатницата „Образование и наука“.

## Ръководство
Към 7 септември 2023 г. Министерството има следното ръководство. Архив на оригинала от 2021-06-14 в Wayback Machine.
- Министър: проф. д-р Галин Цоков
- Заместник-министър: Мария Гайдарова
- Заместник-министър:Албена Чавдарова
- Заместник-министър: Надя Младенова